# حلقي وقطبي

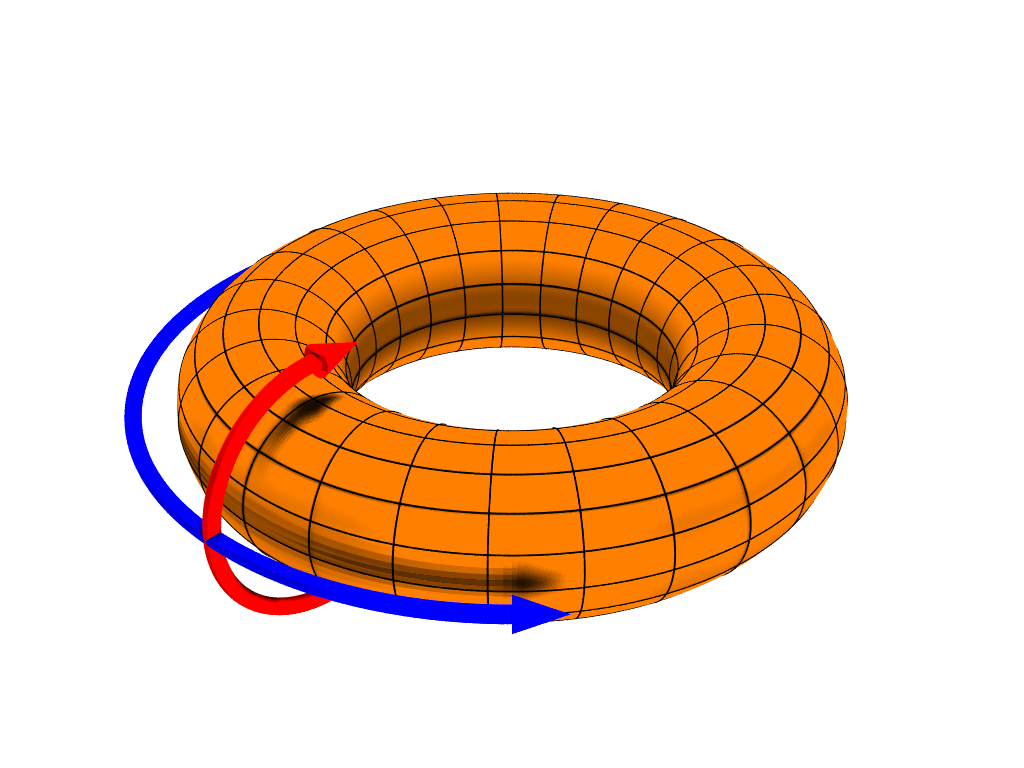
رسم بياني يظهر الاتجاه القطبي ، ممثل بالسهم الأحمر، والاتجاه الحلقي (or)، ممثل بالسهم الأزرق.

حلقي وقطبي (بالإنجليزية: Toroidal and poloidal)‏ الاستخدام الأقدم لهده المصطلحات المستشهدة من قبل قاموس أكسفورد الإنجليزي (OED) هو من والتر إلساسر (1946) في صياق توليد الحقل المغناطيسي الأرضي بسبب التيارات في النواة، مع كون «حلقي» موازي لخطوط العرض و «قطبي» في اتجاه الحقل المغناطيسي (أي باتجاه القطبين).
يسجل أيضًا OED الاستخدام اللاحق لهذه المصطلحات في سياق البلازما المحصورة حلقيًا، كما يلاقي في الاندماج بالحصر المغناطيسي. في سياق البلازما، الاتجاه الحلقي هو الطريق الطويل حول النتوء المستدير، الإحداثيات المقابلة يُرمز لها ب z كما في طريقة قياس التداخل المحورية أو {\displaystyle \zeta }أو {\displaystyle \phi }في الإحداثيات المغناطيسية ; الاتجاه القطبي هو الطريق القصير حول النتوء المستدير، الإحداثيات المقابلة يُرمز لها ب y في طريقة قياس التداخل المحورية أو {\displaystyle \theta }في الإحداثيات المغناطيسية. (الاتجاه الثالث، متعامدًا مع الأسطح المغناطيسية، غالبًا يدعي «اتجاه قطري»، يرمز له ب x في طريقة قياس التداخل المحورية وبأشكال مختلفة {\displaystyle \psi }، {\displaystyle \chi }، r ، {\displaystyle \rho }، أو s في الإحداثيات المغناطيسية.)

## الإحداثيات القطبية والحلقية
كمثال بسيط من الفيزياء الخاصة بالبلازما المحصورة حلقيًا، خذ بعين الاعتبار نظام متناسق مع المحور مع انجراف متراكز لأسطح نصف قطر {\displaystyle r}(كمقاربة أولية لهندسة الحقل المغناطيسي في [توكاماك] بدائي لكن مماثل طوبوغرافيًا لأي نظام حصر حلقي مع أسطح متداخلة ومنجرفة) وارمز للزاوية الحلقية ب {\displaystyle \zeta } والزاوية القطبية ب {\displaystyle \theta }. ثم نظام الإحداثيات القطبي/حلقي يتصل بإحداثيات كارتيزية القيساسية بقوانين التحويل هذه: 
{\displaystyle x=(R_{0}+r\cos \theta )\cos \zeta }{\displaystyle y=s_{\zeta }(R_{0}+r\cos \theta )\sin \zeta }{\displaystyle z=s_{\theta }r\sin \theta .}
حيث تكون {\displaystyle s_{\theta }=\pm 1,s_{\zeta }=\pm 1}
الاختيار الطبيعي هندسيًا هو أن تأخذ {\displaystyle s_{\theta }=s_{\zeta }=+1}، معطيًا الاتجاهات الحلقية والقطبية المعروضة بالأسهم في الشكل بالأعلي، لكن هذا يجعل {\displaystyle r,\theta ,\zeta }نظام إحداثيات يساري منحني الأضلاع. كما يتم افتراضه عادًة عند إعداد إحداثيات انجرافية لوصف بلازما محصورة مغناطيسيًا أن المجموعة {\displaystyle r,\theta ,\zeta } تكون نظام إحداثيات يميني، {\displaystyle \nabla r\cdot \nabla \theta \times \nabla \zeta >0}، يجب أن تكس أيًا من الاتجاه القطبي باتخاذ {\displaystyle s_{\theta }=-1,s_{\zeta }=+1}، أو عكس الاتجاه الحلقي باتخاذ {\displaystyle s_{\theta }=+1,s_{\zeta }=-1}. يستخدم كلا الخيارين في الأدب.

## كينماتيكا الإحداثيات القطبية والحلقية
لدراسة الحركة منفردة الجزيئ في أجهزة البلازما المنحصرة حلقيًا، يجب معرفة موجهات السرعة والتسارع. بآخد الاختيار الطبيعي {\displaystyle s_{\theta }=s_{\zeta }=+1}في الاعتبار، المتجهات الموحدة لنظام الإحداثيات القطبي والحلقي {\displaystyle \left(r,\theta ,\zeta \right)}يمكن التعبير عنها باستخدام: 
{\displaystyle \mathbf {e} _{r}={\begin{pmatrix}\cos \theta \cos \zeta \\\cos \theta \sin \zeta \\\sin \theta \end{pmatrix}}\quad \mathbf {e} _{\theta }={\begin{pmatrix}-\sin \theta \cos \zeta \\-\sin \theta \sin \zeta \\\cos \theta \end{pmatrix}}\quad \mathbf {e} _{\zeta }={\begin{pmatrix}-\sin \zeta \\\cos \zeta \\0\end{pmatrix}}}
وفقًا للإحداثيات الديكارتية. يتم التعبير عن متجه الموضع باستخدام: 
{\displaystyle \mathbf {r} =\left(r+R_{0}\cos \theta \right)\mathbf {e} _{r}-R_{0}\sin \theta \mathbf {e} _{\theta }}
ويتم بعدها إعطاء متجه السرعة باستخدام:
{\displaystyle \mathbf {\dot {r}} ={\dot {r}}\mathbf {e} _{r}+r{\dot {\theta }}\mathbf {e} _{\theta }+{\dot {\zeta }}\left(R_{0}+r\cos \theta \right)\mathbf {e} _{\zeta }}
و متجه التسارع هو:
{\displaystyle \mathbf {\ddot {r}} =\left({\ddot {r}}-r{\dot {\theta }}^{2}-r{\dot {\zeta }}^{2}\cos ^{2}\theta -R_{0}{\dot {\zeta }}^{2}\cos \theta \right)\mathbf {e} _{r}}{\displaystyle +\left(2{\dot {r}}{\dot {\theta }}+r{\ddot {\theta }}+r{\dot {\zeta }}^{2}\cos \theta \sin \theta +R_{0}{\dot {\zeta }}^{2}\sin \theta \right)\mathbf {e} _{\theta }}{\displaystyle +\left(2{\dot {r}}{\dot {\zeta }}\cos \theta -2r{\dot {\theta }}{\dot {\zeta }}\sin \theta +{\ddot {\zeta }}\left(R_{0}+r\cos \theta \right)\right)\mathbf {e} _{\zeta }}